# Bernart de Ventadorn
Bernart de Ventadorn, Bernard de Ventadour (ur. ok. 1130 w Ventadour, zm. ok. 1195 w Périgueux) – trubadur, poeta i kompozytor.
Mimo niskiego pochodzenia (przypuszcza się, że ojciec Bernarta był piekarzem w zamku Ventadour), stał się jednym z najsławniejszych trubadurów. Działał na dworze Eleonory Akwitańskiej, zaślubionej Henrykowi II Plantagenetowi, a następnie w służbie Rajmunda z Poitiers, księcia Antiochii. Być może ostatnie lata życia spędził w klasztorze w Peregueux.
Spośród 40 utworów, które się mu przypisuje, około 18 – co jest znaczącą liczbą, jak na ten okres – posiada zachowaną melodię. Świadczy to o uznaniu, jakim się cieszyły - niektóre z nich wykorzystywano do tworzenia kontrafaktur. Najpopularniejsza była Pieśń o skowronku (Can vei la lauzeta mover).
Twórczość Bernarta de Ventadorn jest przykładem dworskiej liryki miłosnej, jego poezja wykazuje cechy charakterystyczne dla twórczości trubadurów.

## Chansone
Fragment kansony Bernarda z XII wieku w tłumaczeniu Edwarda Porębowicza:
I moc wszelką skwapliwie jej zdam,
Nie dziwcie się, że śpiewam słodziej,
Niż najuczeńsi w krąg pieśniarze:
Mnie sama miłość śpiewać każe,
Chętnego po swej woli wodzi.
Ciało, serce i zmysły i duch
Na nią jedną wzrok zwrócony mam,
W nią jedną zasłuchany słuch.
i w oryginale
Non es meravelha s'ieu chan
Miels de nulh autre chantador;
Quar plus trai mos cors ves amor,
E mielhs sui faitz a son coman;
Cors e cr e saber e sen
E fors' e poder hi ai mes;
Si m tira vas amor lo fres
Qu'a nulh'autra part no m'aten.